# Pantokrátor

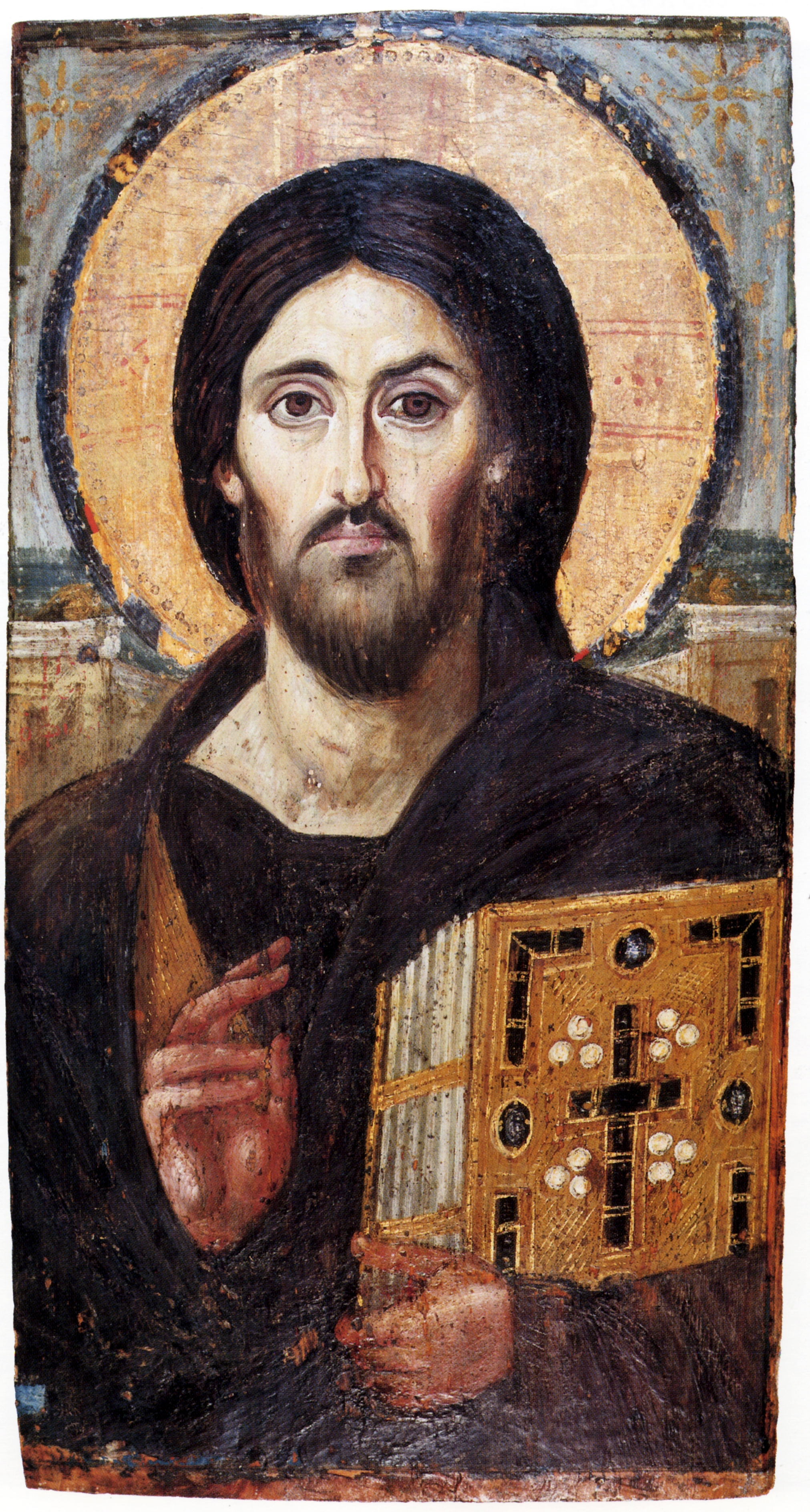
Pantokrátor, 6. századi ikon a sínai Szent Katalin-kolostorból. Az arc két oldalán található arckifejezés a hiposztatikus uniót jelképezheti, az isteni és emberi természet egységét (teljesen Isten és teljesen ember) Krisztusban.

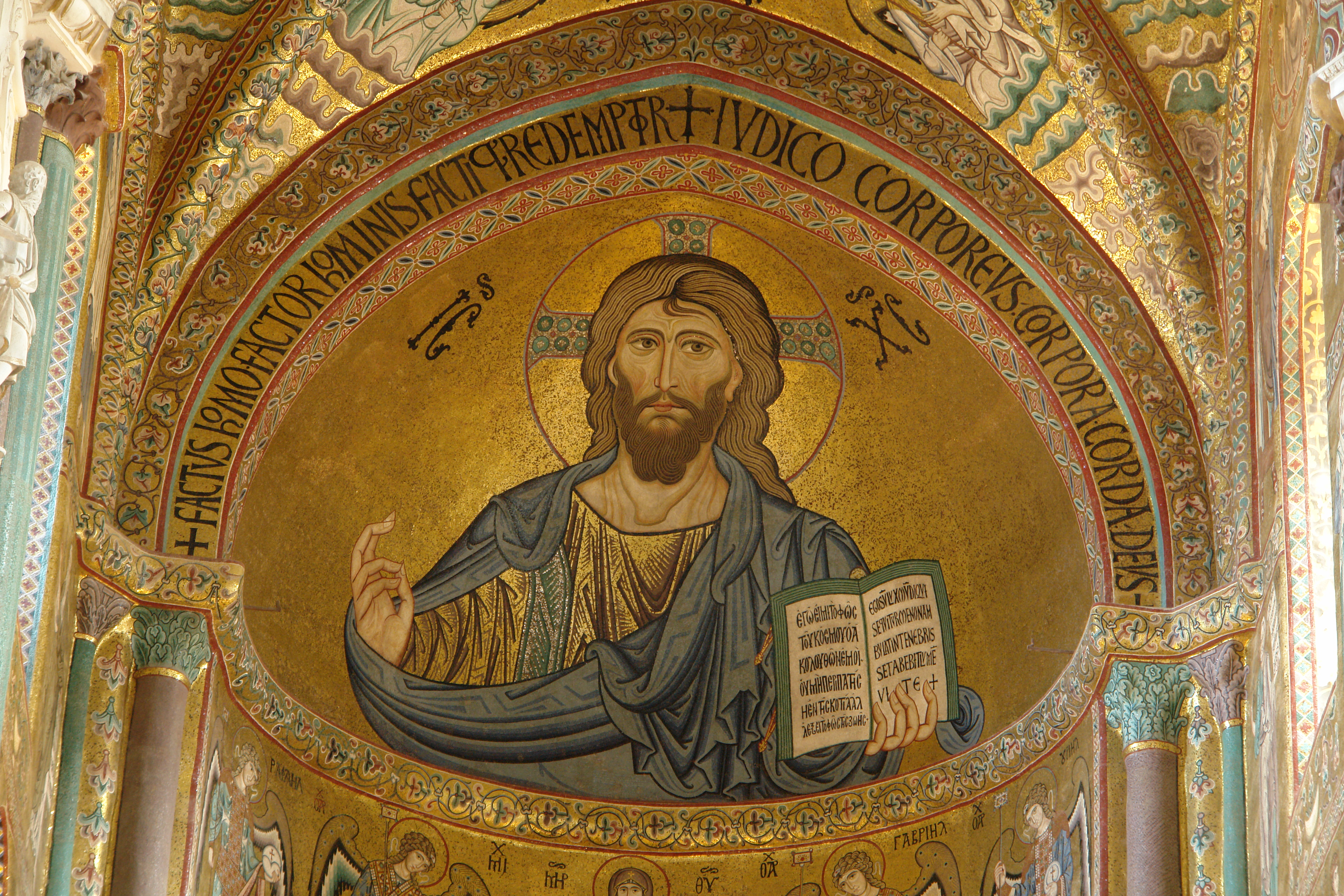
Pantokrátor Krisztus a Cefalu-i székesegyházban (Szicília)

Pantokrátor, (görögül παντοκράτωρ) jelentése 'mindenható', 'a mindenség ura'.
A szó eredetileg Zeusz egyik mellékneve volt (pantokratis), és a biblia fordításában, a Septuaginta görög nyelvű könyvében jelent meg mint Jahve Zebaot egyik mellékneve. Az Újszövetségben a megnevezés a Második korinthoszi levélben egyszer, a Jelenések könyvében összesen kilencszer szerepel, és mindig az Atyaistenre vonatkozik. Máté evangéliumában (Mát 28,18) ugyan értjük a kifejezés alatt Jézust, de teljes mértékben csak a negyedik században következik be a jelentésbeli személycsere. 
Ma az ikonográfiában a "Krisztus Pantokrátor" az ikonok egy fajtájára, típusára vonatkozik. A motívum elsősorban a bizánci művészetben nagyon élő, a legtöbb görögkatolikus ill. ortodox templomban megtalálható. A Krisztus-ikon általában az apszis hajlatában vagy az ikonosztázionban található. Jellegzetes minden pantokrátor-ábrázolásra a szemlélőre egyenesen letekintő Krisztus, az áldást osztó jobb kéz és a nyitott evangélium a bal kézben.
A pantokrátor ábrázolás Jézus Krisztus isteni mivoltát hangsúlyozza, világ fölötti megváltó uralmát.A Pantokrátor az utolsó ítélet Krisztusa, aki bíróként elfogad vagy elutasít. Az ortodox templomok ikonosztázain a Pantokrátor középen található, rendszerint a többi alaknál nagyobb méretben. Az ítélő Krisztus általában díszes trónon foglal helyet, a baljában lévő evangéliumos könyvön pedig a Máté-evangélium részlete olvasható: "Jöjjetek atyám áldottai". Jobb kezével őket áldja meg, miután a "juhokat" szétválasztotta a "kecskéktől".

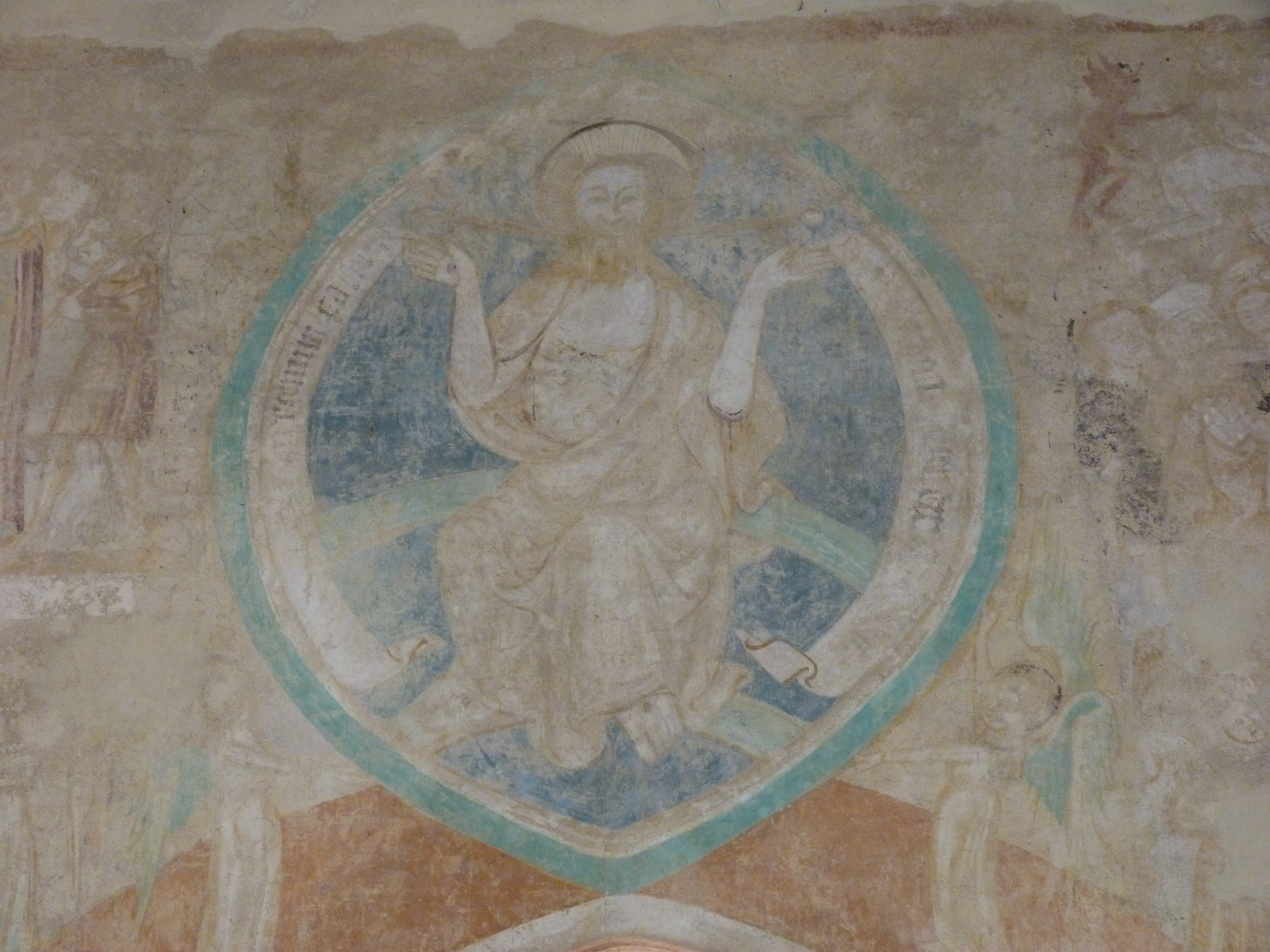
A Pantokrátor. Szentháromság-templom, Velemér
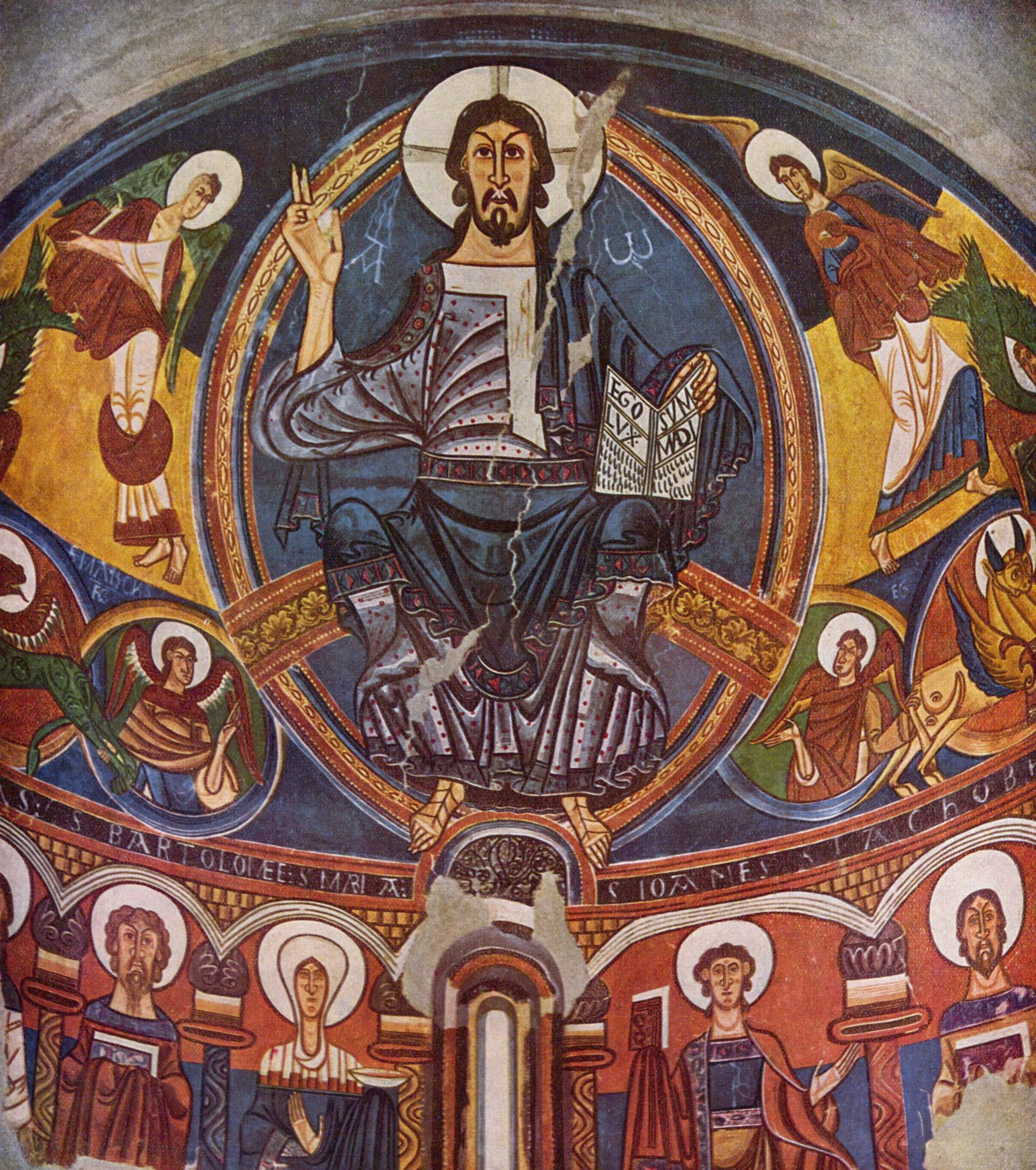
Pantokrátor-ábrázolás a 13. századból
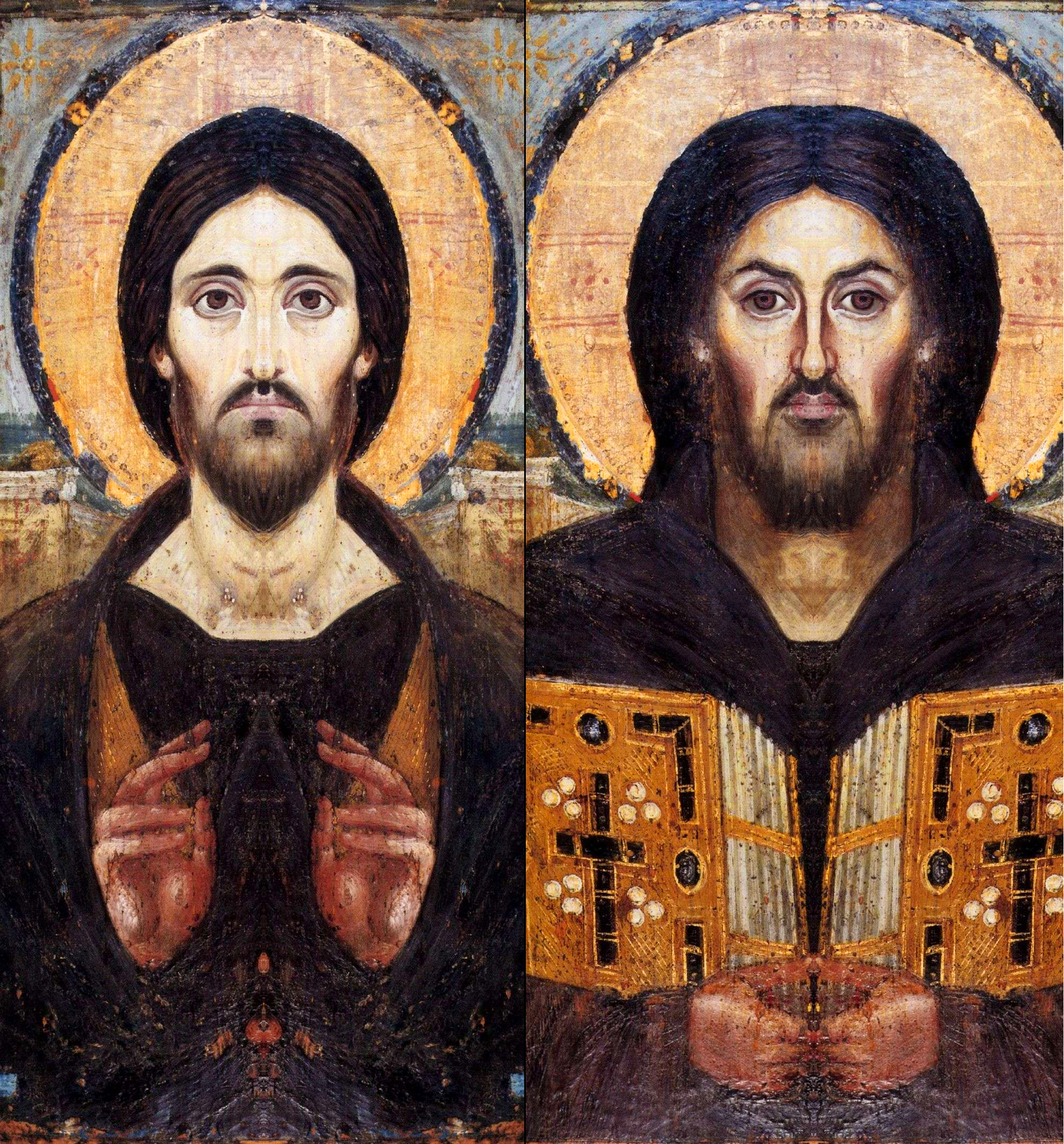
A sínai Pantokrátor kompozitképe: a baloldali kép az isteni, a jobboldali az emberi természet tükrözése.